# University Hills (Los Angeles)

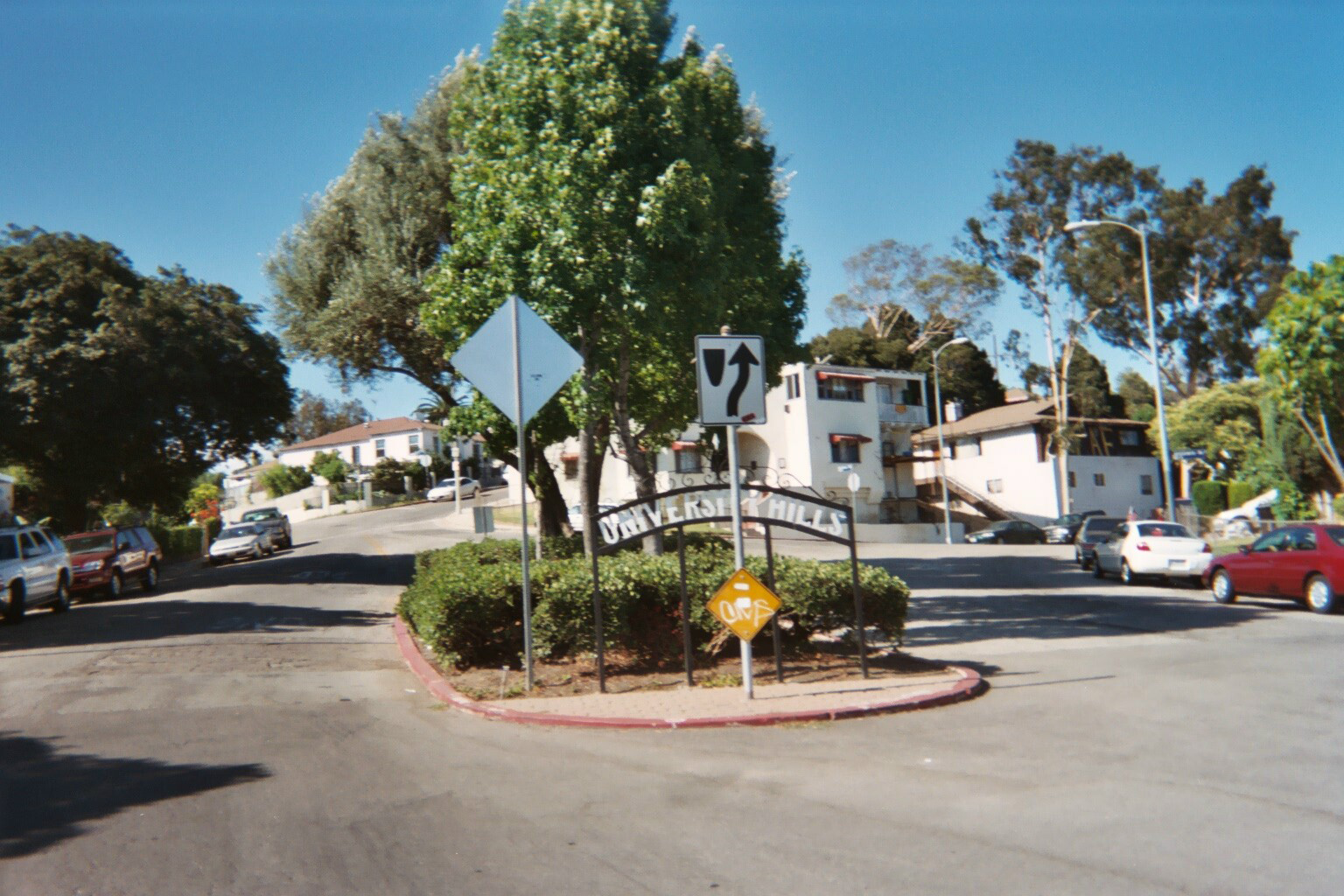
L'insegna di University Hills sulla Lansdowne Avenue

University Hills è un distretto dell'EstSide di Los Angeles.
Confina con i quartieri di El Sereno a nord e ad ovest, con la città di City Terrace a sud, con Alhambra a nord-est e con Monterey Park a sud-est. Le maggiori arterie stradali sono la Eastern Avenue, la Marianna Avenue e la Valley Boulevard. La San Bernardino Freeway e la Pasadena freeway corrono lungo il bordo sud e quello ovest del distretto.
Nel quartiere ha sede la California State University di Los Angeles.

## Storia
Il quartiere di University Hills, immerso tra le colline, si trova in un sito che ospitava uno dei 36 edifici in stile Adobe della California.
Costruito nel 1776 dai missionari francescani l'edificio fu distrutto da un incendio nel 1908. La terra su cui sorge il distretto faceva parte di un territorio concesso dal governo spagnolo e conosciuto come Rancho Rosa Castilla. Tale Rancho fu creato dalla famiglia di Juan Batista Batz il quale era un rancher Basco proveniente dalla Spagna del nord che si insediò nel distretto nei suoi primi anni.